# 만끽
《만끽》은 전 아이큐점프의 편집장 출신이었던 이영민 / 황남용이 아이비에스넷 콘텐츠 사업부 재직 시절에 개발/운영하던 만화 웹진 사이트였다. 2007년 1월 15일에 첫 호를 발행하였으며 창간사에서 10대에서 20대까지 맘껏 즐길 수 있는 청춘 만화웹진을 표방하였다. 컨텐츠 라이센싱 사업으로 KTF의 모바일 만화 서비스 ‘만화가게’ 등의 사업을 같이 했었으며 처음 개장 당시에 웹단행본 서비스와 애니메이션 서비스도 제공하였으나 2008년 1월 29일에 개편과 동시에 중단하였다.
연재 작품은 '만끽'과 '무료 웹툰'(개편 전의 '만툰')으로 분리되어 연재됐다. '만끽'에 연재되는 작품은 1호에 1~2회의 작품씩을 연재하나, '무료 웹툰'에 연재하는 작품은 1주에 1개씩 정도 연재했다. 또한 부정기적으로 만끽 창작만화공모전을 실시했다.
하지만 재정적 문제로 인해 결국 2008년 3월 31일, '만끽'의 운영을 중단하였다.

## 역대 만끽 연재 작품
- 《이끼》 : 윤태호 - 1호(2007년 1월 15일) ~
  - 《만끽》의 폐간 후에 《미디어다음 만화속세상》으로 옮겼다.
- 《토이》 : 문성기 - 1호(2007년 1월 15일) ~
- 《퍼피스토리》 : 최병열 - 1호(2007년 1월 15일) ~
- 《INCOMPLETE》 : 정대삼 - 1호(2007년 1월 15일) ~
- 《PLIQEEZ》 : 김상욱 - 1호(2007년 1월 15일) ~
- 《드림메이커》 : 유상모 - 1호(2007년 1월 15일) ~ 7호(2007년 4월 15일)
- 《WISH》 : 김동순 - 1호(2007년 1월 15일) ~ 7호(2007년 4월 15일)
- 《소울》 : 글 오영석, 그림 유희석 - 1호(2007년 1월 15일) ~ 14호(2007년 8월 1일)
- 《사색전 홍(紅)》 : 한(恨) - 1호(2007년 1월 15일) ~ 16호(2007년 9월 1일)
  - 《만끽》의 폐간 후에 《미디어다음 만화속세상》으로 옮겼다.
- 《잡종교배》 : 기린 - 1호(2007년 1월 15일) ~ 16호(2007년 9월 1일)
- 《마코스》 : 장우혁 - 1호(2007년 1월 15일) ~ 20호(2007년 11월 1일)
- 《락켄슈타인》 : 강신호 - 1호(2007년 1월 15일) ~ 21호(2007년 11월 15일)
- 《누아레전》 : 반지하제왕 - 7호(2007년 4월 15일) ~ 21호(2007년 11월 15일)
- 《Everybody Loves Papa》 : 이태경 - 10호(2007년 6월 1일) ~
  - 원래 경쟁지 팝툰에서 연재하던 작품이었으나, 옮겨서 연재를 다시 시작했다.
- 《내가 몰랐던 당신의 모습》 : 서태종 - 11호(2007년 6월 15일) ~ 15호(2007년 8월 15일)
  - 제2회 만끽 창작만화공모전 극화 부문 금상 수상작이다. 매주 연재한 작품이다.
- 《슬러거》 : 김성모 - 14호(2007년 8월 1일) ~ 21호(2007년 11월 15일)
- 《마탄성자》 : 글 유경원, 그림 문성호 - 15호(2007년 8월 15일) ~
  - 한국문화컨텐츠진흥원의 2007년 기획창작만화 연재지원 우수작으로 선정되었다.
- 《소시민 히어로즈》 : 김지구 - 18호(2007년 10월 1일) ~
  - 작가가 제2회 만끽 창작만화공모전 웹툰 부문 금상을 수상했다.
- 《사색전 청(靑)》 : 한(恨) - 21호(2007년 11월 15일) ~
  - 《사색전 홍(紅)》에서 이어지는 작품이다.
  - 《만끽》의 폐간으로 《사색전 홍(紅)》의 연재 종료 후 《미디어다음 만화속세상》에서 연재되었다.

## 역대 무료 웹툰 연재 작품
- 《옥타군 시즌2》 : 노가드 - 2007년 5월 9일 ~ 2007년 11월 10일
  - 전작은 격투기 전문 웹진 《m fight》에 연재했었다.
- 《여고개담》(女高愷談) : 송경화 - 2007년 6월 11일 ~ 2007년 11월 16일
  - 제2회 만끽 창작만화공모전 웹툰 부문 은상 수상작이다.
- 《해피엔딩》 : 김성환 - 2007년 6월 16일 ~
  - 제1회 만끽 ‘도전! 나도 만화가’출신이다.
  - 《만끽》의 폐간으로 《야후 카툰세상》에서 《열혈초등학교》라는 제목으로 새롭게 연재 중이다.
- 《육체소녀 카르멜 성전(聖戰)》 : 기획 엘케이, 그림 나종민 - 23호(2008년 2월 15일) ~
  - 〈만끽〉이 KTF에서 운영하던 모바일 만화 서비스 ‘만화가게’에서 연재하던 작품이다.

### 개편 전 만끽에 연재했던 작품
- 《주파수를 높여라》 : B급달궁 - 2007년 1월 15일~
- 《트러블 메이커X》(Trouble Maker X) : 이무기 - 2007년 1월 15일~
- 《대테러 행동 강령》 : 뿌직 - 2007년 1월 15일 ~ 2007년 3월 21일
- 《여왕벌 미인촌》 : 지정환 - 2007년 1월 15일 ~ 2007년 6월 4일
- 《고순냥》 : 조유희 - 2007년 1월 15일 ~ 2007년 11월 1일

## 역대 만끽 창작만화공모전 수상자

### 제1회 (창간 전 2006년 8월 10일 발표)

#### 웹툰 부문
- 대상 : 뿌직 《27세 박 봉수, 신디, 우주정복》외 2작품
- 금상 : 유희석 《2+》
- 은상 : 지정환 《동질감》외 10편, 정대삼 《INCOMPLETE》
- 동상 : 조유희 《고순냥》, 김동순 《WISH》, 이재철(데뷔 후 가명은 이무기) 《트러블메이커V》, 박호근 《왕항뚜루 우띵시루》

#### 극화 부문
- 은상 : 정병식 《가난한 사람들》
- 동상 : 이지선 《자살중독증》, 이윤미 《한 여자의 커피 한 잔과 이야기 한 잔》

### 제2회 (2007년 4월 20일 발표)

#### 웹툰 부문
- 금상 : 김지구 《장화 신은 도둑 고양이》
- 은상 : 송경화 《여고개담》(女高愷談)

#### 극화 부문
- 금상 : 서태종 《내가 몰랐던 당신의 모습》

## 발행 단행본
- 《이끼》 - 윤태호 2008년 1월 30일 ISBN 9788993029017
  - 《만끽》의 첫 단행본. 아직까지는 주요 서점에 물량이 풀리지 않는 등의 유통 문제가 보였다. 발매 당시 《만끽》무료 쿠폰을 증정하는 행사도 있었다.
  - 발매 가격 : 9,500원, 판형 : A5신, 페이지수 : 250p